# 云南省监察委员会
云南省监察委员会，简称云南省监委，是中华人民共和国云南省的省级地方国家监察机关，与中国共产党云南省纪律检查委员会合署办公。

## 历史沿革
1951年1月，成立云南省人民政府监察委员会。1955年2月，改称云南省人民委员会监察厅。1959年7月撤销。1987年12月，恢复云南省监察厅。
2018年2月3日，云南省监察委员会完成组建工作，正式挂牌成立。取代了原云南省监察厅的职能。

## 机构设置
- 办公厅
- 组织部
- 宣传部
- 研究室
- 法规室
- 党风政风监督室
- 信访室
- 案件监督管理室
- 信息技术保障室
- 第一至第八监督检查室
- 第九至第十六审查调查室
- 案件审理室
- 纪检监察干部监督室
- 国际合作室

## 历任领导
第十三届人大
- 任期：2018年2月3日－
- 主任：陆俊华（2018年1月31日－2018年7月26日[3]） → 冯志礼（2019年1月31日[4]－）
- 副主任：姜建会（2019年1月18日－）、温剑（－2021年7月29日）、孔荣华（－2019年5月）、王宇、李庆元（2020年1月15日－2021年7月29日）、周航（2021年7月29日－）、方志鸣（2022年1月17日－）
- 委员：叶翠萍（－2019年6月11日）、李庆元（－2020年1月15日）、周航（－2021年7月29日）、赵基（－2021年1月19日）、孟端平（－2020年9月28日）、尚俊平（2018年11月29日－2022年1月17日）、王江华（2020年1月15日－）、潘玉良（2021年3月31日－2022年3月）